# Ceracia murina
Ceracia murina là một loài ruồi trong họ Tachinidae.